# هشيش قزمي
هشيش قزمي (الاسم العلمي:Psathyrella pygmaea) هو نوع من الفطريات يتبع جنس الهشيش من الفصيلة الهشيشية.